# Bitwa pod Newbury (1644)
Druga bitwa pod Newbury – starcie zbrojne, które miało miejsce 27 października 1644 podczas angielskiej wojny domowej (1642–1651).
Bitwa została stoczona w Speen, graniczącym z Newbury w Berkshire, blisko miejsca pierwszej bitwy pod Newbury, która miała miejsce we wrześniu poprzedniego roku. Połączone armie Parlamentu (19 000 żołnierzy, w tym 7 000 jazdy) zadały taktyczną porażkę Rojalistom (8 500 żołnierzy, w tym 3 500 jazdy), jednak mimo to nie zdołali przełożyć tego na korzyść strategiczną.

## Kampania
Po zmuszeniu do kapitulacji większości armii hrabiego Essex w bitwie pod Lostwithiel w Kornwalii, król Anglii Karol I Stuart ruszył w kierunku Londynu zostawiając po drodze kilka garnizonów (Banbury, Basing House i Donnington Castle), które pozostały w izolacji, gdy skierował się na zachód.
W międzyczasie kapitulacja w Lostwithiel oraz inne niepowodzenia sił Południowego Związku (Southern Association) dowodzonych przez Wallera zaalarmowały Parlament. Przezbrojono oddziały Essex, a siły Parlamentu w południowej Anglii zostały wzmocnione przez armię Wschodniego Związku (Eastern Association) dowodzoną przez hrabiego Manchestera, który miał udział w zwycięskiej bitwie pod Marston Moor.
Z armią Karola na krótko połączył się książę Rupert, który miał swój udział w klęsce pod Marston Moor. Karol rozkazał Rupertowi by pomaszerował do Gloucestershire, w celu pociągnięcia za sobą części sił Parlamentu. Hrabia Essex trzymał wszystkie trzy armie razem (chociaż Menchester wolno podążał do pozostałych dwóch armii). W rezultacie manewru Ruperta zamiast podziału sił Parlamentu nastąpił podział sił Rojalistów.
Karol uwolnił Donnington Castle i dał nadzieję na odsiecz dla Basing House,
jednak połączone armie Parlamentu były dla niego zbyt silne by zaryzykować dalszy marsz. Postanowił poczekać koło Newbury na Ruperta oraz na powrót oddziału wysłanego na odsiecz Banbury. Jego armia miała trzy mocne punkty: Donnington Castle na północ od Newbury, Shaw House na wschód od miasta (broniony przez Astleya), oraz wioskę Speen na zachodzie, gdzie stanął książę Maurycy Wittelsbach. Kawaleria króla Karola dowodzona przez Lorda Goringa stanęła w odwodzie.
W międzyczasie połączone armie Parlamentu posuwały się do Clay Hill, kilka mil na wschód od Newbury. Essex zachorował, a Waller i Manchester zdecydowali że bezpośredni atak na Donnington Castle i Shaw House będzie zbyt kosztowny. Zamiast tego proponowali podzielić swe siły. Waller miałby wziąć 12 000 żołnierzy (w tym większość jazdy) i długim łukiem obejść pozycje Rojalistow by uderzyć na Speen od zachodu, podczas gdy Manchester miał pozorować atak z pozostałymi 7000 żołnierzy.

## Bitwa
Waller odszedł późną porą 21 października i noc spędził dość na północ od swych sił głównych. Wojska jego wznowiły marsz 27 października, gdy Manchester przeprowadził pozorowane natarcie na Shaw House. Pomimo że Rojaliści w Donnington Castle widzieli, jak Waller odchodzi, a nawet próbowali niepokoić jego straż tylną, wojska w Speen nie zostały zaalarmowane o niebezpieczeństwie. Waller uszykował się i ok. 15:00, z jazdą Cromwella na lewym skrzydle, piechotą Skippona w centrum i jazdą Williama Balfoura na prawym skrzydle natarł na Rojalistów.
Część sił księcia Maurycego było zajętych furażowaniem i zostały kompletnie zaskoczone. Stojące w Speen wojska odparły pierwszy atak, jednak gdy wioskę Speen zaatakowała piechota Rojalistów, wioska wraz z kilkoma działami została zdobyta. Niektóre ze zdobytych dział zostały jedynie odzyskano, gdyż uprzednio Rojaliści zdobyli je na wojskach Parlamentu podczas bitwy pod Lostwithiel. William Balfour rozgromił kawalerię księcia Maurycego, jednak Oliver Cromwell wolno wchodził do akcji i jego skrzydło zostało odrzucone przez szarżę kawalerii Goringa. Balfour także został zahamowany przez świeży królewski pułk kawalerii.
Hrabia Manchester zbyt późno rzucił swe siły do ataku - dopiero tuż przed zmierzchem uderzył z furią na Shaw House, lecz został odparty.
W bitwie obie strony poniosły równie ciężkie straty.

## Po bitwie
Karol zdawał sobie sprawę, że jest słabszy liczebnie, i po stracie wioski Speen jego siły nie były zdolne do przeprowadzenia natarcia następnego ranka. Wycofał się zatem pospiesznie na północ, zostawiając rannych i większość armat, a także tabory w Donnington Castle.
Działania wojsk Parlamentu po bitwie wydawały się powolne i niezdecydowane. Nie ścigali Karola nazbyt intensywnie, a ich pospieszny atak na Donnington Castle został łatwo odparty. Karol połączył się z księciem Rupertem, dołączyły też do niego inne siły. Po tych wzmocnieniach wrócił i 9 listopada ponownie uwolnił Donnington Castle. Zakończył więc kampanię roku 1644 znaczącym sukcesem. Doznane niepowodzenia skłoniły Parlament do reform prowadzących do utworzenia zreformowanej tzw. Armii Nowego Typu (New Model Army), która dała zwycięstwo Parlamentowi w następnym roku.
Bitwa ta była jedną z kilku bitew w angielskiej wojnie domowej w której jedna z armii próbowała dokonać szerokiego oskrzydlenia. Waller i Manchester zaryzykowali podział swej armii, ale mieli jednocześnie świadomość faktu, że łącznie mieli przewagą nad nieprzyjacielem.